# Антитеатар
Антитеатар, театар апсурда (грч. anti против - thẻatron позориште) је уобичајен назив за модерне позоришне комаде које карактерише непосредно изношење голих чињеница, најчешће без фабуле и без изразите драмске радње. Другим речима, карактеристика антитеатра је негирање линеарне драматургије (односно, троделне класичне драмске структуре: увод - кулминација - расплет), повезаног дијалога, или самог смисла вербалне комуникације.
Антитеатар извргава подсмеху окоштале језичке конвенције и основне и статичне ситуације свакодневице. Жанровски, атитеатар трансцендира и комедију и трагедију, прелазећи у апсурд и црни хумор.
Најпознатији ствараоци овог смера у драми 20. века који је постигао врхунац 1960-их и 1970-их су: 
- Ежен Јинеско који у потпуности разбија традиционалну конвенцију у језичком изразу,  док му је стил прожет несувислим поигравањем речима којима су изражене, парадоксалне, неспојиве, алогичне драмске ситуације, не би ли се аутоматизованим поступцима марионетски сазданих ликова изразила гротескна, а у суштини, трагична слика отуђености савременога човека у механизованом хаосу савременог друштва.[1]
- Семјуел Бекет који се својим театром снажно утицао на развој савременог позоришта. Драме су му статичне, цикличне, пародирају драматично и трагично, али и тему апсурда. Дијалози ликова су неповезани све до распада лексике, након чега остаје само глас човека који постаје објекат. Бекет ствара снажан утисак отуђења, огољен и бизаран, прожет резигнацијом и апсурдом. Ипак, он парадоксално ствара осећај неке нове наде, драму претвара у фарсу, језичку игру форсира до потпуног засићења и исцрпљивања књижевних могућности.[3]
- Артур Адамов који је истакнути представник француске позоришне авангарде 1960-их година. Он своје комаде лишава традиционалних позоришних ефеката, одбацује сваку реторику, декор, заплет, култ дијалога.[4]
- Жан Жене
- Харолд Пинтер[2]

Најважнију студију о антитеатру написао је Мартин Еслин (Martin Esslin): Театар апсурда (The Theatre of the Absurd) 1962. године.